# أوسكار شتراوس

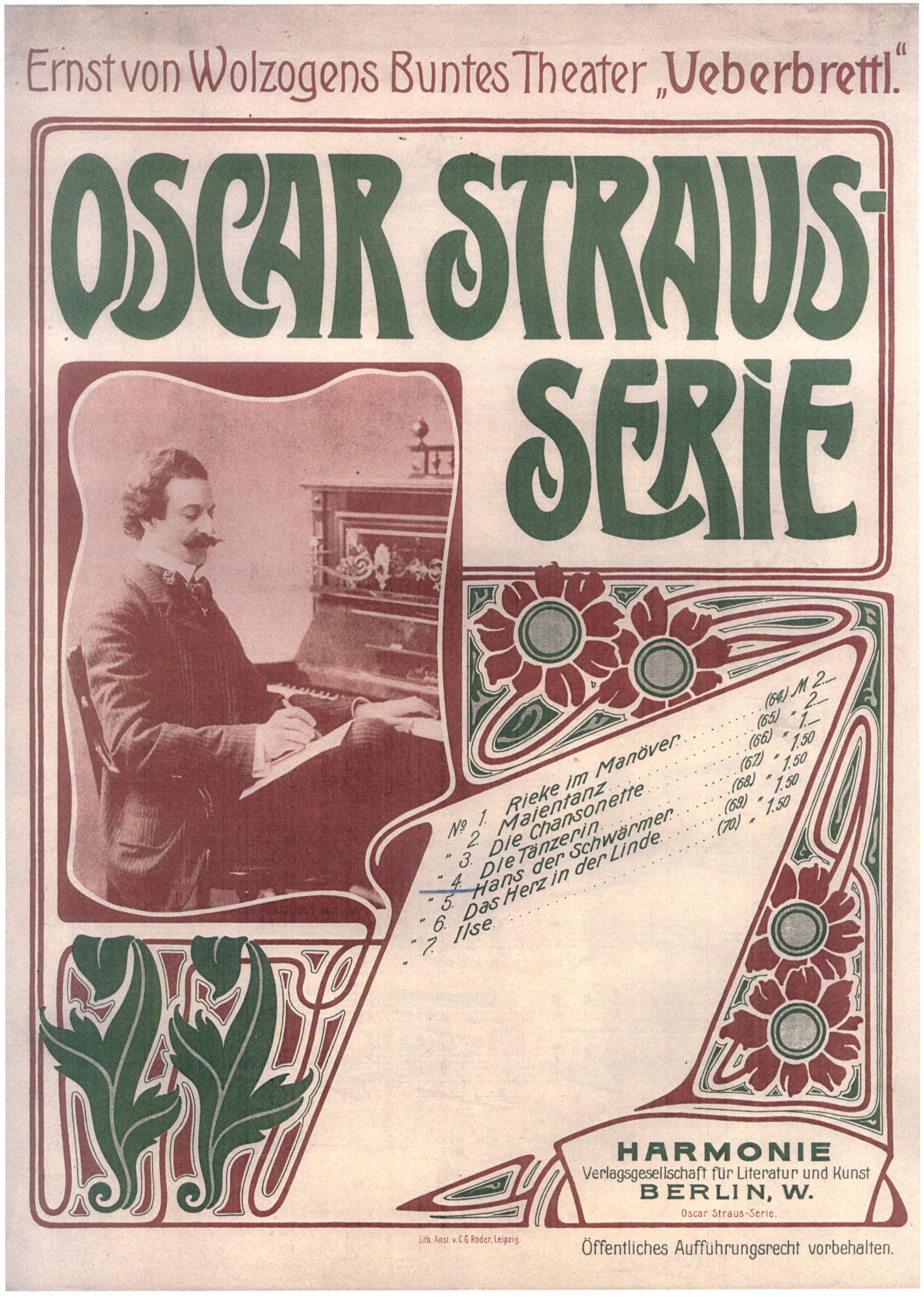
معزوفة لشتراوس

أوسكار شتراوس (بالألمانية: Oskar Straus) (ولد في 5 مارس 1870 - توفى 6 يناير 1954) هو مؤلف موسيقي من النمسا، ظهرت له أعمال موسيقية هامة في بدايات القرن العشرين بتلحينه لأوبرات أصبحت مشهورة.درس الموسيقى في برلين على يد ماكس بروخ.

## روابط خارجية
- أوسكار شتراوس على موقع IMDb (الإنجليزية)
- أوسكار شتراوس على موقع الموسوعة البريطانية (الإنجليزية)
- أوسكار شتراوس على موقع روتن توميتوز (الإنجليزية)
- أوسكار شتراوس على موقع مونزينجر (الألمانية)
- أوسكار شتراوس على موقع ميوزك برينز (الإنجليزية)
- أوسكار شتراوس على موقع أول موفي (الإنجليزية)
- أوسكار شتراوس على موقع قاعدة بيانات برودواي على الإنترنت (الإنجليزية)
- أوسكار شتراوس على موقع قاعدة بيانات الأفلام السويدية (السويدية)
- أوسكار شتراوس على موقع ديسكوغز (الإنجليزية)
- أوسكار شتراوس على موقع قاعدة بيانات الفيلم (الإنجليزية)